# Jerónimo de Almeida
Jerónimo de Almeida foi um administrador colonial português  que exerceu o cargo de Capitão-General na Capitania-Geral do Reino de Angola, entre 1593 e 1594, foi antecedido no cargo por D. Francisco de Almeida. 
Foi sucedido no cargo por João Furtado de Mendonça.